# Mikhaïl Botvínnik
Mikhaïl Botvínnik (rus: Михаи́л Моисе́евич Ботви́нник)  (Repino, 17 d'agost de 1911 - Moscou, 5 de maig de 1995) fou un Gran Mestre d'escacs i enginyer soviètic, tres cops Campió del món, entre 1948 i 1963, i sis cops campió soviètic. Hom el considera un dels millors jugadors de tots els temps, amb el mèrit afegit de ser un dels pocs jugadors d'elit que desenvolupaven, al mateix temps, una carrera professional en un altre àmbit, en aquest cas, en enginyeria electrònica i informàtica, i fou un dels pioners dels escacs per ordinador. Botvínnik desenvolupà algorismes per al manteniment de les centrals elèctriques soviètiques i, durant la dècada del 1980, fou un dels defensors del projecte OGAS.
Fou conegut com el patriarca de l'escola soviètica d'escacs; el seu estil es basava en una rigorosa preparació d'obertures, anàlisis profundes, i acurada tècnica. Botvínnik fou el primer jugador de classe mundial que es va formar dins el sistema soviètic, cosa que li creava moltes pressions polítiques, però que també li va permetre de tenir molta influència en el poderós sistema soviètic d'escacs. Va jugar un rol principal en l'organització dels escacs, i tingué molta influència durant l'interregne del campionat del món d'escacs en el disseny del sistema pel Campionat del món després de la II Guerra Mundial.
Va esdevenir un membre destacat del sistema d'entrenament en escacs a l'URSS que va portar aquell estat a dominar els escacs mundials durant dècades. Va fundar i dirigir la més famosa escola d'escacs de l'URSS, de la qual varen ser alumnes, entre d'altres, els futurs campions del món Anatoli Kàrpov, Garri Kaspàrov, i Vladímir Kràmnik.
Botvínnik va rebre els ordes de Lenin, de la Revolució d'Octubre, de la Bandera Roja del Treball i de la Insígnia d'Honor i el títol de "Mestre Honorífic de l'Esport".